# Licaria applanata
Licaria applanata är en lagerväxtart som beskrevs av H. van der Werff. Licaria applanata ingår i släktet Licaria och familjen lagerväxter. Inga underarter finns listade i Catalogue of Life.